# Kazys Bobelis
Kazys Bobelis (Kaunas, Lituania, 4 de marzo de 1923-San Petersburgo, Florida, Estados Unidos, 30 de septiembre de 2013) fue un cirujano y político lituano. Participó en el levantamiento de junio contra la ocupación soviética del país en 1941.
Estudió medicina en la Universidad Vytautas Magnus (Lituania), en la Universidad de Graz (Austria), y en la Universidad de Tübingen (Alemania). En 1949 se trasladó a los Estados Unidos y fue profesor de cirugía en la Universidad de Loyola Chicago. Mientras estuvo en los Estados Unidos, Bobelis era un miembro activo de la comunidad inmigrante de Lituania. De 1962 a 1976, formó parte de la junta del Congreso Americano de Lituania. En 1979 se convirtió en el jefe del Comité Central de la Liberación de Lituania.
En 1992 regresó a Lituania. A partir del 12 de diciembre de 1992 y hasta el 31 de mayo de 2006, fue miembro del Seimas por Marijampolė. En las elecciones presidenciales de 1997, Bobelis se presentó como candidato, pero quedó en quinto lugar con el 3.9% de los votos. Falleció el 30 de septiembre de 2013, a la edad de 90 años.